# Kyowhey
Kyowhey（キョウヘイ、本名：寺田恭平（てらだきょうへい）、1981年7月13日 - ）は、日本の俳優。東京都出身。身長168cm、血液型AB型。
ハイブリッド・アミューズメント・ショウ「bpm」、パフォーマンス集団『G-S.A.C.』、劇団「DMF」に所属していた。現在は退団。
どこの団体も公式でのコメントはしていない。

## 来歴
- 1992年
  - 『演技』を主に『ダンス』『アクション』を同時に学び始める。
- 1997年
  - 『アクション』を本格化する為、JAC養成所へ所属。第28期生。
- 1998年
  - 『ダンス』を本格化。クラブイベントのショーケースに以降4年間、毎週末出演。
- 2001年
  - "TheaterRepublic"所属。E-1グランプリ東京大会優勝。
- 2003年
  - "DMF"(当時はDearMyFriend)へ移籍。以降出演。
- 2005年
  - "G-S.A.C."をNAO-Gと設立。取締役幹部と共にプレイヤーとしても活動。
- 2006年
  - ハイブリッドアミューズメントショウ"bpm"を結成。以降出演。
- 2009年
  - 全ての団体から除名される。

## 出演作品

### TV
- テレビ東京系『しにがみのバラッド。』

### 映画
- トルネードフィルム『痴漢男』

### CM
- 『住友海上保険』

### 舞台
- DMF『ピューパルメモリ』
- bpm『ネバーランド☆A GO!GO!』